# YUI Library
YUI, Yahoo! User Interface, é um biblioteca de conjuntos de utilitários e controles construída pelo Yahoo!, escrita em JavaScript, para construção de aplicações web interativas e ricas, através de técnicas como o DOM scripting, DHTML e AJAX. YUI está disponível sob uma licença BSD e é grátis para todas as utilizações.